# Quận Lamar, Georgia
Quận Lamar là một quận trong tiểu bang Georgia, Hoa Kỳ. Quận lỵ đóng ở thành phố Barnesville 6. Theo điều tra dân số năm 2010 của Cục điều tra dân số Hoa Kỳ, quận có dân số 18.317 người 2.